# Amber Marshall (tennisspeelster)
Amber Marshall (Gulfview Heights, 19 juli 2001) is een tennisspeelster uit Australië.
Marshall begon op vierjarige leeftijd met het spelen van tennis.
In 2020 kwalificeerde ze zich samen met Alexandra Bozovic voor het damesdubbelspeltoernooi van het Australian Open.